# Garnison Wainwright
Pour les articles homonymes, voir Wainwright.
La garnison Wainwright est une garnison de la base de soutien de la 3e Division du Canada Edmonton (BS 3 Div C Edmonton) située près de Wainwright en Alberta. Elle était anciennement connue sous le nom de base des Forces canadiennes (BFC) Wainwright. Elle est située sur l'emplacement de Denwood et son bureau de poste porte ce nom. La garnison est gérée par le Groupe de soutien de la 3e Division du Canada qui fait partie de la 3e Division du Canada de l'Armée canadienne des Forces armées canadiennes.
La garnison Wainwright héberge un troupeau d'environ 50 bisons.

## Histoire
En 1940, le parc national Buffalo fut fermé et les terres furent louées au ministère de la Défense nationale par le gouvernement de l'Alberta pour la création d'un dépôt de munitions et d'un camp d'entraînement militaire. Le ministère possédait déjà une terre adjacente utilisée pour l'entraînement d'artillerie, de blindés et d'infanterie.
Appelé camp Wrainwright en raison de la proximité avec un point de division du même nom appartenant au chemin de fer du Canadien National, l'établissement fut utilisé de 1945 à 1946 pour l'internement d'entre 523 et 1 100 prisonniers de guerre allemands.
Le camp fut élargi pendant la guerre de Corée pour entraîner les troupes. Un champ aérien fut également ouvert en 1967.
Après l'unification des Forces canadiennes en 1968, le camp fut transféré sous la responsabilité de la BFC Calgary en tant que annexe pour l'entraînement. Seulement six mois plus tard, en juillet 1968, cette décision fut annulée, donnant naissance à la BFC Wainwright, une entité à part entière. Dans les années 2010, le statut de base fut de nouveau retiré et le camp devint une garnison de la BFC Edmonton, renommée base de soutien de la 3e Division du Canada Edmonton.
La base est aujourd'hui le centre d'entraînement pour le 1er Groupe-brigade mécanisé du Canada, comprend le Centre canadien d'entraînement aux manœuvres (en) et est également utilisé pour l'entraînement de l'Aviation royale du Canada.

## Unités et formations
Les unités et formations suivantes sont stationnées sur la garnison Wainwright.
- 742e Escadron des communications, détachement de Wainwright
- Centre canadien d'entraînement aux manœuvres
- 12e Centre des services de soins de santé des Forces canadiennes
- 1re Unité dentaire, détachement de Wainwright
- Détachement de Wainwright des unités du Groupe de soutien de la 3e Division du Canada